# The Adventures of Willy Beamish
The Adventures of Willy Beamish (Las Aventuras de Willy Beamish en español) es un videojuego de aventura gráfica desarrollado por Dynamix, y publicado en 1991 por Sierra Entertainment. El jugador encarna en este juego a un niño de nueve años de edad llamado Willy Beamish, guiándolo a través de una aventura humorística que es una especie de parodia de los juegos de aventura. The Adventures... fue el pionero en el uso de gráficos parecidos a los de los dibujos animados hechos a mano. Fue inicialmente publicado para MS-DOS y la Commodore Amiga, para después ser portado al Sega CD en 1993. Las versiones de este juego en disco compacto complementaban el texto en pantalla con voces, e incluían algunos cambios cosméticos.

## Argumento
Willy Beamish es introducido como el arquetipo del adolescente de principios de los años 90, siendo el hijo de en medio de una típica familia de clase media de Estados Unidos, el cual es visitado ocasionalmente por el fantasma de su abuelo. Se encuentra obsesionado con la ciencia ficción, los videojuegos de consola y reunirse con sus amigos en su casa de árbol. Su existencia es no del todo idílica, aunque en ocasiones es atormentando por varias personas. En ellas se incluyen varios miembros del grupo de la escuela elemental Carbuncle, un adolescente vicioso de la escuela junto con sus dos hermanas, de los cuales Willy es víctima de acoso escolar, una de las hermanas es un prodigio preescolar y la otra una adolescente que pasa por una transformación perturbadora a la mitad del juego. Los padres de Willy lo aman, pero por su ingenio y su mal comportamiento, piensan seriamente en inscribirlo en una academia militar. Sus aventuras suceden durante los primeros días de las vacaciones de verano, en el pueblo ficticio norteamericano de Frumpton.
Durante el inicio del juego, Willy Beamish es enviado al castigo el último día de la escuela; su mascota una rana llamada "Horny" interrumpe en la asamblea del fin de curso, saltando sobre el peluquín del director de la escuela. Esta escena inicial es un buen ejemplo de las múltiples opciones que se presentan al jugador: Willy puede permanecer en castigo hasta el final del día, pero no estará en casa a tiempo para interceptar el correo y el boletín de notas donde se muestra una "C+" en apreciación de la música. Para escaparse temprano, Willy debe falsificar un pase del corredor y evitar los abusadores de la escuela o calmarlos dándoles algún objeto del inventario de Willy. Es prácticamente imposible para Willy el mantener lejos el boletín de las manos de su padre, pero es un buen ejercicio en la solución de problemas; Willy posteriormente enfrentará retos que no pueden ser evitados.
La ambición de Willy es calificar para la competición de "Nintari" (una contracción de Nintendo y Atari). Su meta es puesta rápidamente en riesgo: ya que por su mala nota, sus privilegios de los videojuegos son revocados. Para complicar más la situación, el padre de Willy pierde su empleo inesperadamente, la niñera es un vampiro, una pandilla callejera aterroriza al pueblo, y una revuelta de plomeros se encuentra en el horizonte.
Posteriormente durante el juego, los problemas que enfrenta Willy van haciendo más serios hasta hacerse letales. Varían desde lo brutal (que le rompan sus piernas y brazos en una pizzería) a lo ridículo (ser procesado en un edulcorante artificial). Adicionalmente, tanto su padre como su rana sufren peligros mortales. Si Willy puede mantener a todo el mundo a salvo y evitar que su pueblo sufra de una catástrofe con el sistema de drenaje, ganará suficiente dinero y obtendrá la victoria en el concurso de Nintari, lo que constituye el ganar el juego.